# Moeder, waarom leven wij? (ep)
Moeder, waarom leven wij? is een ep van de Belgische rappers Slongs Dievanongs en Halve Neuro.
Het album werd opgenomen in opdracht van het Cultureel Ontmoetingscentrum Sint-Andries als eerbetoon aan Lode Zielens en diens gelijknamige roman, met als hoogtepunt het sociaal bewogen Nog ni te laat.

## Nummers
Met tussen haakjes de schrijver van het lied.
1. Netje (Slongs Dievanongs)
2. 't Leven go voêrt
3. Dagelijkse kost (Halve Neuro)
4. Veegda tranen af (Slongs Dievanongs)
5. Nog ni te laat

## Meewerkende artiesten
Producer:
- Moneypizzle

Muzikanten:
- Halve Neuro
- Slongs Dievanongs